# Ernest Mangnall

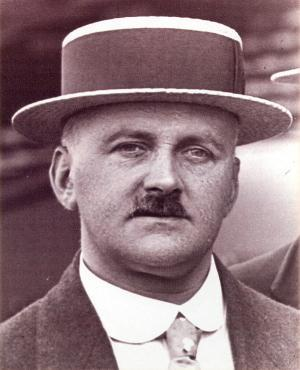

James Ernest Mangnall (* 30. Mai 1864 in Bolton; † 14. Januar 1932 in Lytham St Annes) war ein englischer Fußballtrainer.

## Karriere
Seine Trainerkarriere begann Mangnall beim FC Burnley 1899. 1903 wurde er Trainer des 1902 aus Newton Heath hervorgegangenen neuen Vereins Manchester United. 1908 gewann Mangnall mit United den ersten Meistertitel der Vereinsgeschichte. Außerdem gewann er 1909 mit den Red Devils den FA Cup. 1911 wurde er abermals mit seinem Team Meister. Im nächsten Jahr verließ Mangnall seinen Klub und ging zum Lokalrivalen Manchester City. In den zwölf Jahren, in denen er bei ManCity war, gewann er keinen Titel.

### Stationen
- FC Burnley (1899–1903)
- Manchester United (1903–1912)
- Manchester City (1912–1924)

### Erfolge
- 2 × Englischer Meister mit Manchester United (1908, 1911)
- 1 × Englischer Pokalsieger mit Manchester United (1909)